# Charles Henry Tucker Collis
Charles Henry Tucker « Tucky » Collis (4 février 1838 - 11 mai 1902) est un officier irlando-américain de l'armée américaine qui a reçu la médaille d'honneur pour ses actions lors de la guerre de Sécession.

## Biographie

### Avant la guerre
Collis naît dans le comté de Cork, en Irlande, et émigre avec son père aux États-Unis en 1853. Il est un fervent joueur de cricket, jouant contre la première de l'équipe anglaise de cricket en tournée à l'étranger en 1859.
Après des études de droit, il est admis au barreau en 1859. 

### Guerre de Sécession
Au début de la guerre de Sécession, il s'enrôle dans le 18th Pennsylvania Infantry, et dans un délai de trois mois est promu sergent-major. À la suite de son premier contrat, il est nommé capitaine et, en août 1861, il lève une compagnie parmi les immigrants européens, appelée l'Independent Company « Zouaves d'Afrique » de Collis.
Le 1er septembre 1862, après que son unité se comporte bien dans la vallée de Shenandoah, Collis est promu colonel et chargé de recruter un régiment, qui va devenir le 114th Pennsylvania Infantry. Il commande le régiment au cours de la bataille de Fredericksburg, pour laquelle plus tard il reçoit la médaille d'honneur. Plus tard, il est blessé à la bataille de Chancellorsville et contracte la fièvre typhoïde, mais a récupéré en août 1863, devenant commandant de brigade sous les ordres du major général David B. Birney.
Le 12 décembre 1864, le président Abraham Lincoln nomme Collis pour l'attribution d'un brevet de brigadier général des volontaires avec une date de prise de rang du 28 octobre 1864 et le sénat américain confirme la nomination le 14 février 1865. Collis reçoit le commandement d'une brigade indépendante, commandant cette unité lors du siège de Petersburg. Collis quitte le service actif des volontaires le 29 mai 1865. Le 13 janvier 1866, le président Andrew Johnson nomme Collis pour une nomination au grade de major général des volontaires avec une date de prise de rang au 13 mars 1865, et le sénat Américain  confirme la nomination, le 12 mars 1866.

### Après la guerre
Après la guerre, Collis retourne à la pratique du droit, devenant l'assistant de l'avocat de la ville de Philadelphie. Collis décède à Bryn Mawr en Pennsylvanie le 11 mai 1902. Il est enterré dans le cimetière national de Gettysburg.

## Citation de la médaille d'honneur

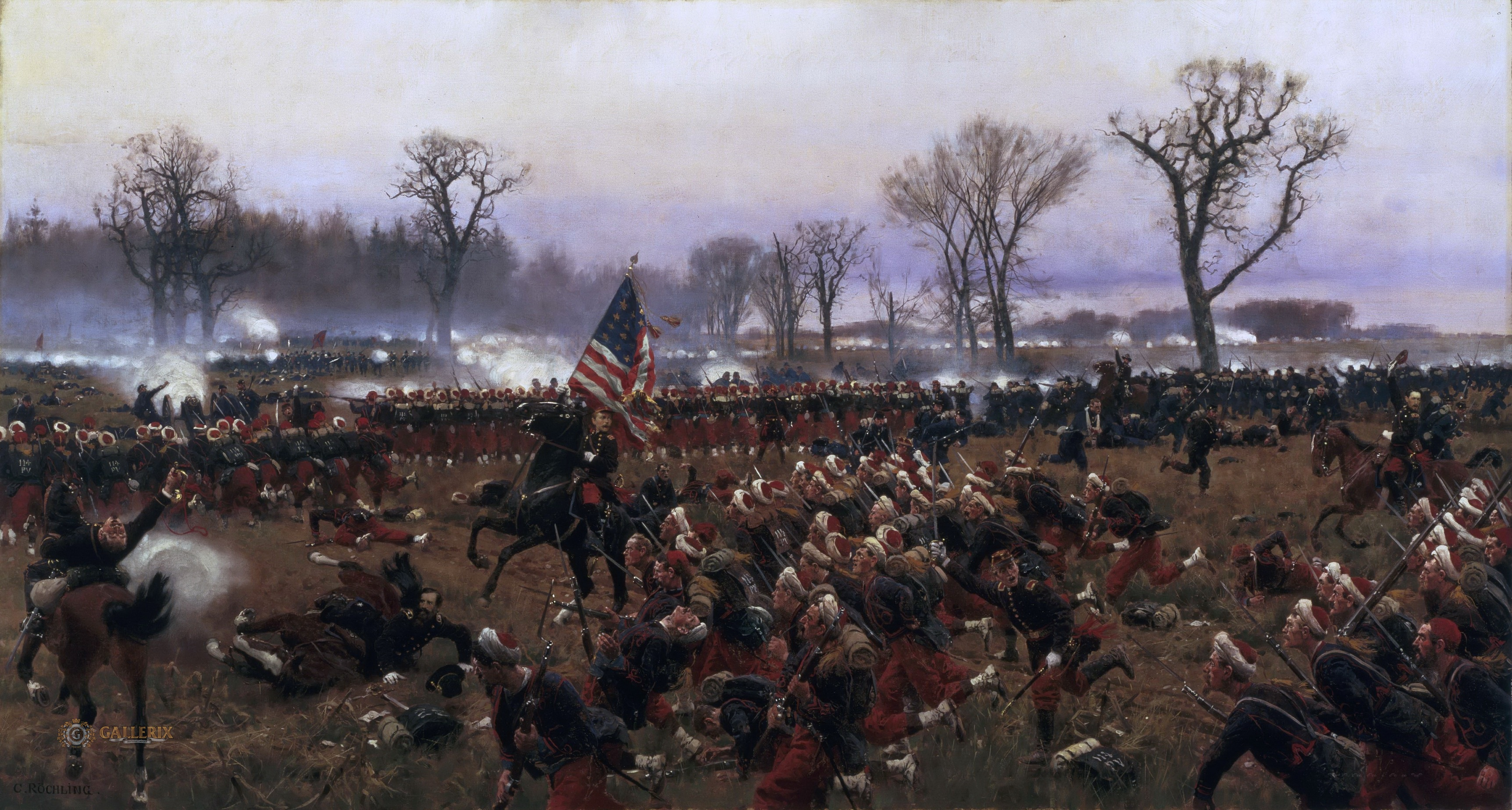
Le colonel Collis commandant son régiment au cours de la bataille de Fredericksburg, le 13 décembre 1862

Rang et organisation : le Colonel, 114th Pennsylvania Infantry. Lieu et date : Fredericksburg, en Virginie, 13 décembre 1862. Entré en service à : Philadelphie, Pa. Naissance : 4 février 1838, en Irlande. Date de publication : 10 mars 1893
Mène bravement son régiment dans la bataille à un moment critique.
.